# Septembrie (film din 1987)
Septembrie (în engleză September) este un film american din 1987, regizat de Woody Allen după propriul scenariu. Intenția lui Allen era să facă "o piesă de teatru în film", astfel încât să aibă puține efecte vizuale.
În film nu apare Allen ca actor și este unul din filmele sale dramatice. Distribuția îi include pe Mia Farrow, Sam Waterston, Dianne Wiest, Elaine Stritch, Jack Warden și Denholm Elliott.
Acțiunea se concentrează în jurul lui Lane (Farrow), care se recuperează din punct de vedere psihic în casa ei de la țară la sfârșitul verii. Ea s-a împrietenit cu un văduv localnic, Howard (Elliott). Prietena ei Stephanie (Wiest) își petrece vara  cu ea. Și mama ei, Diane (Stritch), și tatăl vitreg (Warden), vin să o viziteze. Este vorba de o poveste de dragoste neîmpărtășită, trădare, egoism și singurătate.

## Rezumat
După o tentativă eșuată de sinucidere, Lane (Mia Farrow) s-a mutat în casa de la țară pentru a-și reveni. Cea mai bună prietenă a ei, Stephanie (Dianne Wiest), i s-a alăturat pe perioada verii, pentru a sta un timp departe de soțul ei. Mama nerușinată a lui Lane, Diane (Elaine Stritch), a sosit recent împreună cu soțul ei fizician (Jack Warden). Lane este apropiată de doi vecini: scriitorul Peter (Sam Waterston) și profesorul de limba franceză Howard (Denholm Elliot). Între ei există următoarele relații sentimentale: Howard este îndrăgostit de Lane, Lane este îndrăgostită de Peter, iar Peter este îndrăgostit de Stephanie.
Diane, mama lui Lane, vrea ca Peter să-i scrie biografia. Diane a fost demult o actriță binecunoscută, în special pentru că, cu mulți ani în urmă, adolescenta Lane l-a împușcat pe amantul bătăuș al lui Diane. Fragila Lane nu vrea ca acest eveniment dureros să revină în lumina reflectoarelor, dar Peter crede că ar putea fi o mare poveste.
În acea seară, Diane decide să organizeze o petrecere, distrugând planurile lui Lane cu Peter. Peter sosește mai devreme și-i mărturisește lui Stephanie că el a vrut să fie singur cu ea pentru o perioadă mai lungă de timp. Afară, are loc o furtună cu descărcări electrice, iar luminile se sting. Lumânările și muzica de pian creează un cadru romantic. Diane își găsește jocul ei de Ouija și vorbește cu spiritele foștilor ei iubiți. Un Howard foarte beat își dezvăluie în cele din urmă sentimentele lui față de Lane, care le respinge. Peter îi spune lui Lane că el nu-i împărtășește sentimentele. Lane pare să nu fie tare afectată. Când toți ceilalți au plecat la culcare, Peter încearcă să o seducă pe Stephanie. Ea este nehotărâtă, dar în cele din urmă îl urmează la el acasă.
În dimineața următoare, un agent imobiliar conduce un cuplu în jurul casei. Lane se bazează pe banii din vânzarea casei pentru a se muta înapoi la New York. Ea se simte deprimată: se pare că nu a trecut cu bine peste respingerea lui Peter. Aceasta exacerbează vina lui Stephanie. Curând după aceea, Peter sosește și o sărută pe Stephanie. Lane deschide ușa pentru a arăta camera potențialilor cumpărători și îi vede pe cei doi sărutându-se. Ea este șocată. Stephanie insistă asupra faptului că sărutul nu însemna nimic, în timp ce Peter îi spune lui Lane că cei doi au sentimente profunde unul față de celălalt. Diane vine jos, anunțând că ea și soțul ei vor să se mute permanent în casă. Lane devine și mai înnebunită de durere, insistând că Diane i-a dăruit proprietatea cu mult timp în urmă. Diane afirmă că ea era probabil beată atunci. Lane are o cădere nervoasă, acuzându-și mama că este falsă și insensibilă.
Punctul culminant al filmului este atunci când Lane strigă angoasată: "Tu ești cea care a apăsat pe trăgaci! Eu am spus ceea ce avocații mi-au spus să spun!", dezvăluind astfel că Diane a fost cea care l-a împușcat de fapt pe iubitul ei bătăuș. Probabil, avocații lui Diane s-au gândit cî ar fi mai bine dacă Lane ar spune că a făptuit ctima pentru că ea va fi tratată cu indulgență. Calvarul a fost, evident, extrem de dăunător pentru viața lui Lane. Diane admite în cele din urmă că dacă ea s-ar întoarce în timp, s-ar comporta diferit.
Toată lumea pleacă, cu excepția lui Stephanie și Lane. Lane are o mulțime de documente de făcut pentru vânzarea casei. Filmul se încheie cu Stephanie încurajând-o pe Lane să "stea ocupată".

## Distribuție
- Denholm Elliott - Howard
- Dianne Wiest - Stephanie
- Mia Farrow - Lane
- Elaine Stritch - Diane
- Sam Waterston - Peter
- Jack Warden - Lloyd
- Rosemary Murphy - doamna Mason

## Producție
Allen a filmat de două ori. Inițial, Peter era interpretat de Sam Shepard (după ce Christopher Walken a filmat câteva scene, dar s-a stabilit că el nu era potrivit pentru rol), Diane de Maureen O'Sullivan și Howard de Charles Durning. După realizarea montajului, el a decis să rescrie filmul, să selecteze actori noi și să filmeze din nou. 